# Leonardo Fernández González
Leonardo Fernández González (Málaga, 1944) es un pintor realista español conocido, entre otras obras, por su pintura religiosa.

## Biografía
Desde los 9 años contó con predisposiciones artísticas para la pintura y, a la edad de 12 años, con motivo de la creación de sus primeros cuadros, el diario Sur de Málaga hizo eco de su arte en un reportaje publicado el 28 de septiembre de 1956.
Con 14 años comenzó a estudiar en la Escuela de Artes y Oficios Artísticos de Málaga y entre los profesores que tuvo estaban Marín Zaragoza y José Roquero. Realizó estudios de colorido y composición de figuras en la escuela de Juan Baena.
En el año 1975 comenzó a estudiar a los pintores de la Escuela malagueña de pintura, entre los que se encontraban José Denis Belgrano, Joaquín Martínez De La Vega, Gartner, Bernardo Ferrándiz, Enrique Simonet Lombardo, Pedro Sáenz Sáenz y José Moreno Carbonero.
Inició su trabajo expositivo, tanto colectivo como individual, desde 1975 en diversas ciudades españolas como Málaga, Cádiz, Granada, Barcelona, Tarragona, Zaragoza, Lérida, etc. También participó en algunas ferias de arte de España —como Art-expo, en Barcelona, entre 1998 y 2000, o Artesur, en Granada—.
Entre sus obras se puede encontrar el retrato de Su Majestad Don Juan Carlos I que se encuentra en el Ayuntamiento de Málaga.
Su trabajo religioso de estandartes, palios y óleos ha enriquecido el patrimonio cultural y artístico de Hermandades y Cofradías de la Semana Santa de Málaga, destacando entre otras los 7 óleos que representan los 7 Dolores de la Virgen, para la Cofradía de Ntro. Padre Jesús de la Misericordia y el Vía Crucis compuesto por 14 óleos para la Cofradía de Nuestro Padre Jesús de la Columna y María Santísima de la O. También destacan sus carteles conmemorativos, para el XXVII Concurso Nacional De Saetas Ciudad De Málaga y el cartel de la XXVII Exaltación De La Mantilla para la Asociación Pro-tradiciones Malagueñas La Coracha, entre otros.
También cuenta con obras suyas la provincia de Málaga, destacando el Cartel conmemorativo del 50 Aniversario de la creación de la Cofradía del Stmo. Cristo del Amor y María Stma. de la Caridad de Marbella, del cual se confeccionó un azulejo que se puede ver en la capilla de la Plaza de los Naranjos de Marbella, así como la pintura del Patrón de Marbella “San Bernabé”, o la del Guion de la Cofradía de la Virgen de la Peña de Mijas, el estandarte del Cristo de la Vera-Cruz de Campillos, los estandartes de Ntra. Sra. Del Carmen de Olías y de Estepona. 
Realizó diversas colaboraciones con pinturas y calendarios para una empresa malagueña. También ilustró, con dibujos suyos, portadas de libros y varias revistas. Realizó el diseño del logotipo del Gabinete de Derechos Humanos de la Cruz Roja de Cataluña.
El Ayuntamiento de Málaga adquirió una de sus obras, titulada “El Cine”. Realizó tres retratos para El Ayuntamiento de Fuengirola de antiguos Alcaldes de la época democrática.
En el año 2002, participó en la Exposición Antológica en la Sala Cajamar de Málaga y, en el año 2007, en la Exposición Antológica en el Colegio Público “Los Llanos” de Álora, con motivo de su Semana de Cultura Andaluza.
Realizó el cartel oficial que representó la Semana Santa en Málaga en el año 2008. También realizó el cartel de salida procesional de la Cofradía del Prendimiento para la Jornada Mundial de la Juventud (JMJ 2011 Madrid).
En el año 2012 recibió el Premio Sentir Málaga, que reconoce a personas e instituciones su labor de promoción de la provincia y que otorga la Fundación Siglo XXI.

## Obras relevantes
- 1976: Entrega al Ayuntamiento de Málaga un retrato de S. M. El Rey Juan Carlos I.
- 1990: La Caja de Ahorros Provincial de Málaga publica láminas y almanaques con el título "Cuatro Pintores Para Los 90".
- 1992: Para la ciudad de Marbella estandarte del Patrón “San Bernabe“.
- 1995: Retrato para la Excma. Sra. Margarita Mariscal de Gante.
- 1998: Cartel Conmemorativo del 50 Aniversario de la creación de la Cofradía de Nazarenos del Santísimo Cristo del Amor y María Santísima de la Caridad, de Marbella.
- 1999: Cartel del Cincuentenario de la Reorganización de la Cofradía de Nuestro Padre Jesús del Rescate y María Santísima de Gracia.
- 2000: Logotipo para el Gabinete de Derechos Humanos de la Cruz Roja de Cataluña.
- 2001: Cartel VIII Feria del Libro Antiguo y de Ocasión.
- 2001: Cartel representativo de los vinos de origen de Málaga.
- 2001: Óleo para Fernando Hierro con motivo de su nombramiento como Malagueño del siglo XXI.
- 2002: Óleo para el Cartel “XXVII Concurso Nacional De Saetas Ciudad De Málaga”, siendo la modelo Diana Navarro.
- 2002: Portada del catálogo de la Semana Jurídica Malacitana.
- 2004: Óleo para el Cartel de la XXVII Exaltación de la Mantilla, para la Asociación Pro-Tradiciones Malagueñas La Coracha, siendo la modelo Estrella Morente.
- 2005: Cartel para la celebración y Cuestación del Día de la Banderita, para la Cruz Roja.
- 2006: El Excmo. Ayuntamiento de Málaga adquiere la obra de título “El Cine" para entrar a formar parte de su patrimonio cultural.
- 2006: Pintura en lienzo que plasma la Sagrada Faz de Cristo, para la Cofradía del Divino Nombre de Jesús Nazareno de la Salutación y María Santísima del Patrocinio Reina de los Cielos, recogiendo el momento en que la mujer Verónica cogiendo el lienzo, enjugó el rostro de Cristo.[8]
- 2007: El Excmo. Ayuntamiento de Fuengirola encarga los retratos de los tres últimos alcaldes desde la época democrática hasta la actualidad: D. Manuel Delgado, D. Luis Pagán y D. Sancho Adam.
- 2008: Ha realizado el Cartel Oficial que representa la Semana Santa en Málaga.[9]